# Карандаковское сельское поселение
Карандако́вское се́льское поселе́ние — муниципальное образование в Мценском районе Орловской области Российской Федерации.
Административный центр — деревня Фроловка.

## История
Статус и границы сельского поселения установлены Законом Орловской области от 25 октября 2004 года № 434-ОЗ «О статусе, границах и административных центрах муниципальных образований на территории Мценского района Орловской области»
До революции примерно соответствовало Чичиневской волости Мценского уезда Орловской губернии с административным центром — с. Чичинево (ныне Глазуново)

## Население
| 2010  | 2012  | 2013  | 2014  | 2015  | 2016  | 2017  |
| ----- | ----- | ----- | ----- | ----- | ----- | ----- |
| 1055  | ↗1063 | ↗1091 | ↗1159 | ↘1153 | ↘1116 | ↘1111 |
| 2018  | 2019  | 2020  | 2021  | 2023  |       |       |
| ↘1110 | →1110 | ↘1107 | ↘1041 | ↘1011 |       |       |

## Культура

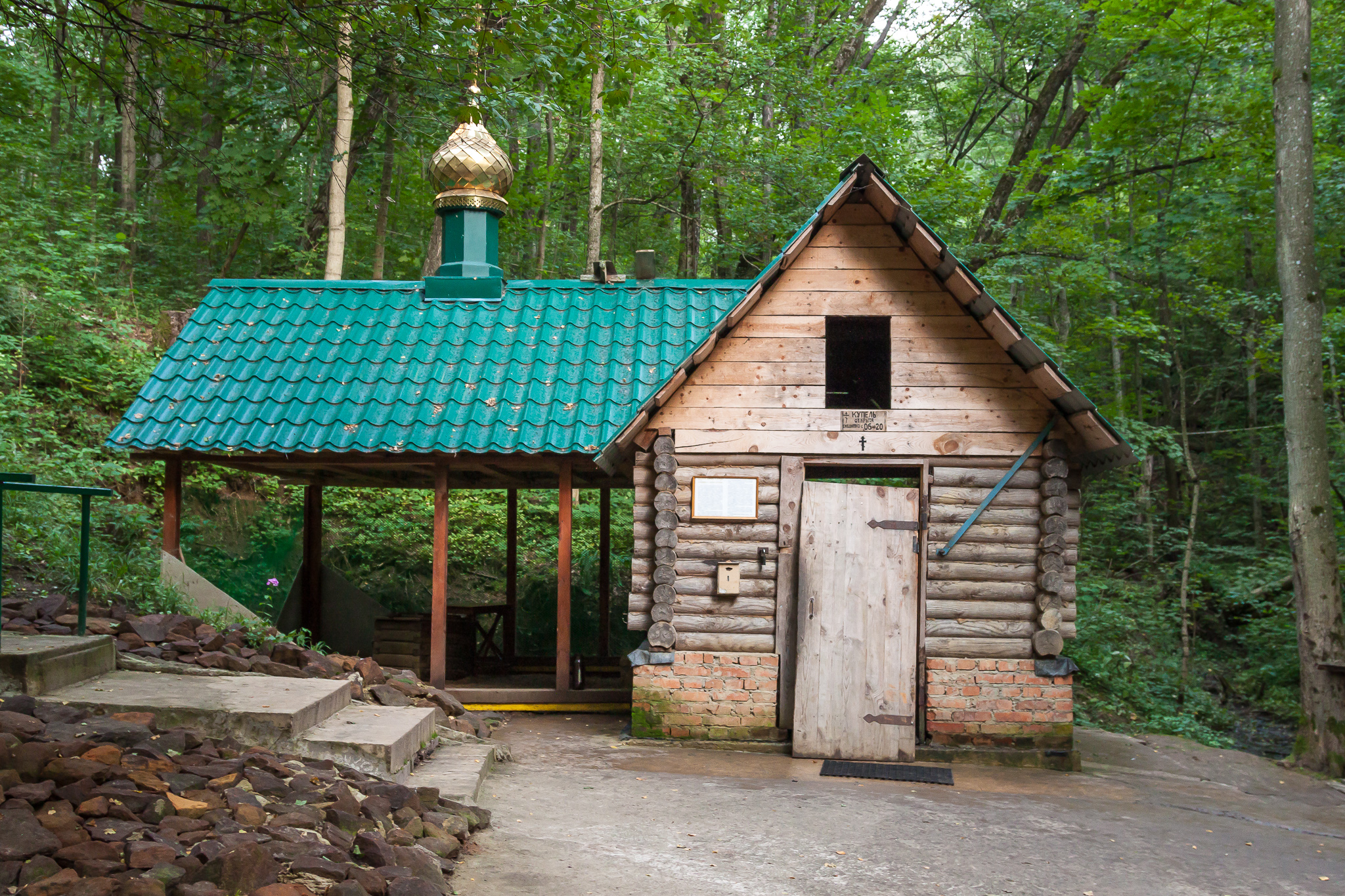
Источник священномученика Кукши у д.Фроловка

Рядом с деревней Фроловка находятся мужской монастырь и святой источник, расположенные, по преданию, на месте гибели священномученика Кукши.
Ежегодно в годовщину победы в Великой Отечественной войне проводятся мероприятия в д.Глазуново и в д.Миново.

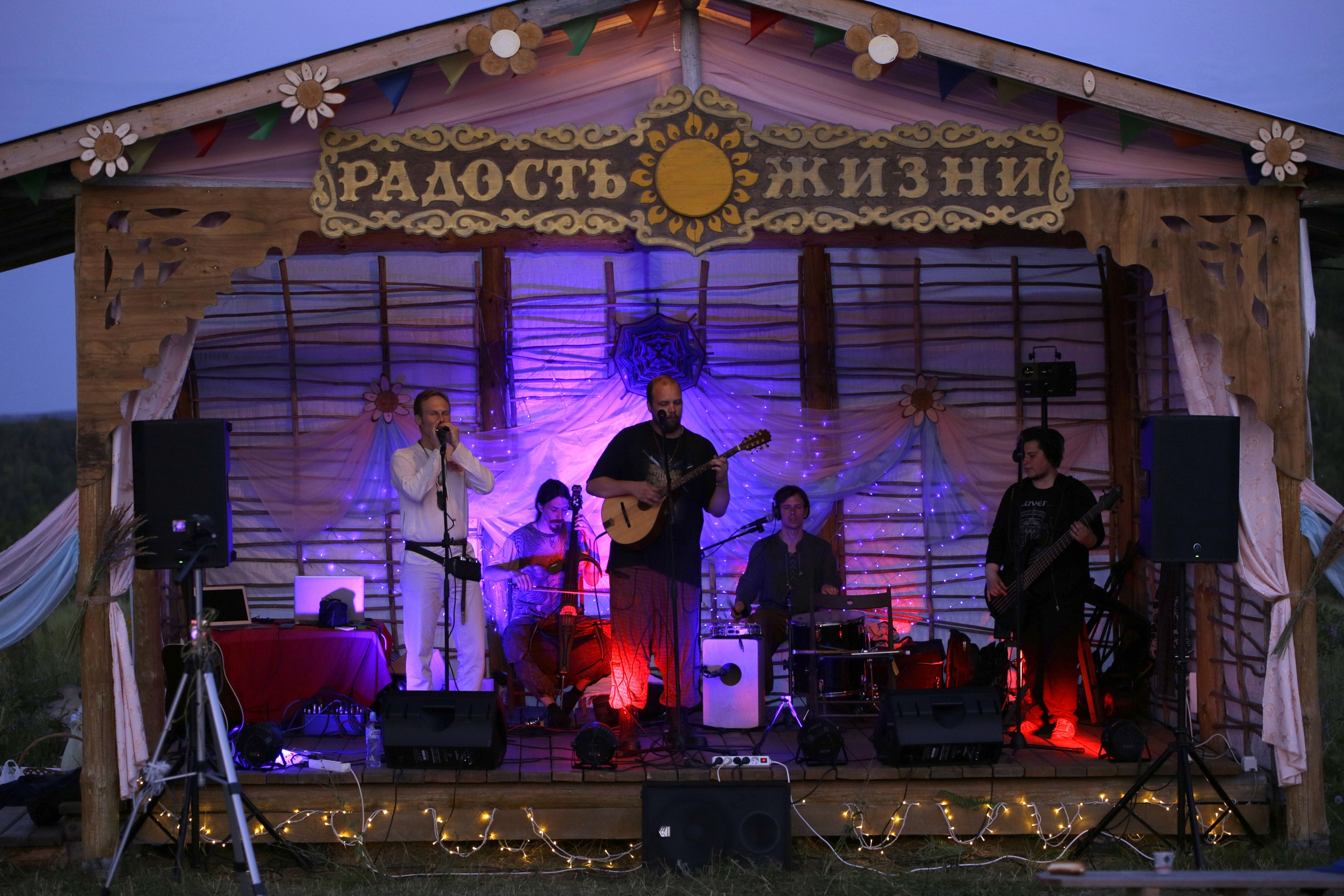
Фестиваль «Радость Жизни» 2019

В экопоселении Междуречье ежегодно в июле проводится этнофестиваль «Радость жизни». По оценке организаторов, фестиваль в 2019 году собрал более 300 человек.
В 2019 году фильм о фестивале журналиста ОГТРК Татьяны Тимохиной занял второе место в номинации «Современная старина» на II Всероссийском фестивале телевизионных программ, видеофильмов и роликов «Золотое кольцо России».

## Состав сельского поселения
| №  | Населённый пункт | Тип населённого пункта          | Население |
| -- | ---------------- | ------------------------------- | --------- |
| 1  | Бабенково Второе | деревня                         | 0         |
| 2  | Бабенково Первое | деревня                         | 1         |
| 3  | Вороново         | деревня                         | 20        |
| 4  | Выскребенково    | деревня                         | 22        |
| 5  | Глазуново        | деревня                         | →446      |
| 6  | Глинское         | деревня                         | 12        |
| 7  | Дробышево        | деревня                         | 8         |
| 8  | Дружный          | посёлок                         | 22        |
| 9  | Знаменка         | деревня                         | 0         |
| 10 | Карандаково      | деревня                         | 48        |
| 11 | Кузнецовка       | деревня                         | 25        |
| 12 | Малое Алисово    | деревня                         | 4         |
| 13 | Марс             | деревня                         | 1         |
| 14 | Миново           | деревня                         | 27        |
| 15 | Морозовский      | посёлок                         | 8         |
| 16 | Нечаевский       | посёлок                         | 49        |
| 17 | Сомово           | деревня                         | 4         |
| 18 | Сухая Зуша       | деревня                         | 5         |
| 19 | Филипповский     | посёлок                         | 0         |
| 20 | Фроловка         | деревня, административный центр | ↘149      |
| 21 | Шашкино          | деревня                         | ↘201      |

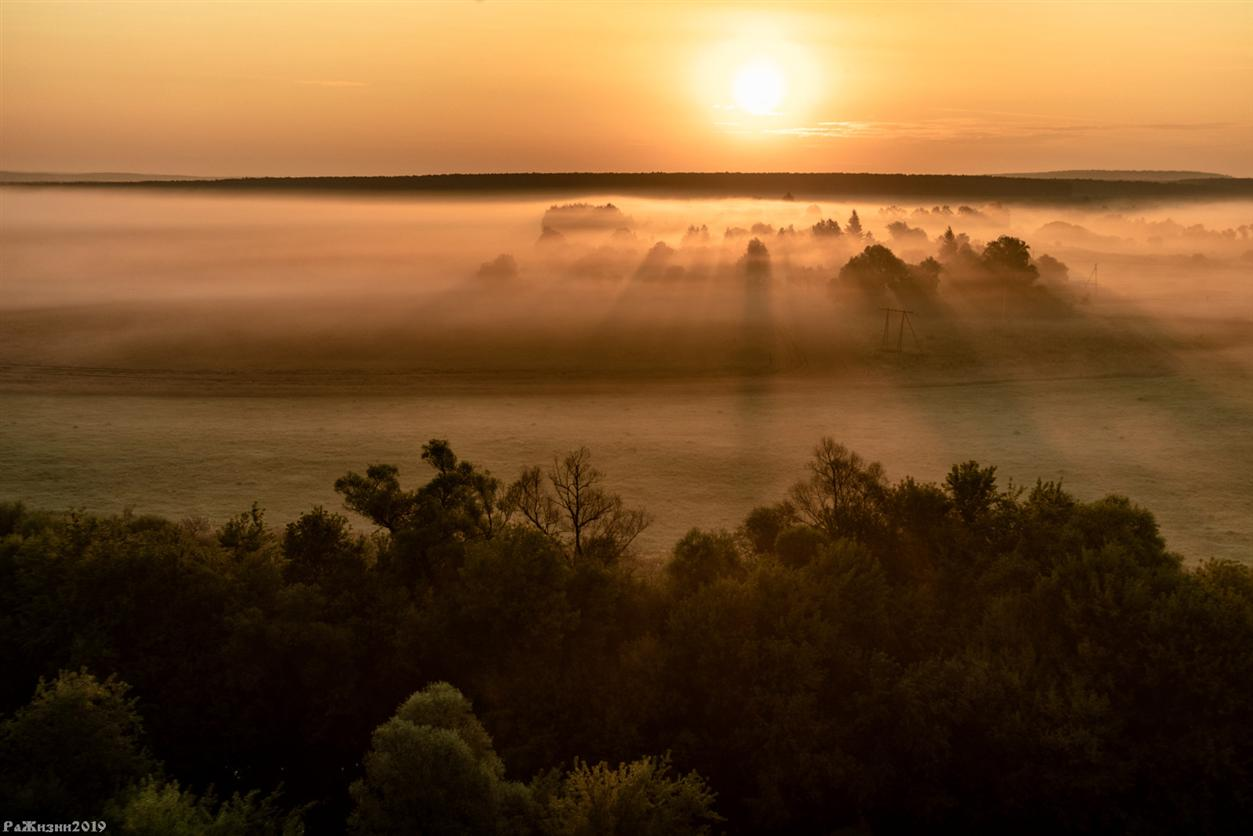
Восход над туманным Марсом. Вид из Междуречья.

Также в состав сельского поселения входят садоводческие поселки Коммунальщик, Медик, Междуречье, Мирный, Ока-1, Ока-2.